# Соціальне конструювання гендеру
Соціальне конструювання гендеру ― концепт феміністичної науки та соціології про культурні витоки, механізми та наслідки гендеру. Зокрема, гендерні ролі ― це досягнутий «статус» у соціальному середовищі, який неявно та явно класифікує людей і, отже, мотивує соціальну поведінку.
Суміжним питанням у феміністичній теорії є взаємозв'язок між визначеною статтю при народженні (чоловічою чи жіночою) та їх досягнутими гендерними відповідниками (маскулінність та жіночність).

## Основні поняття

### Статус (феміністична теорія)
У контексті феміністичної теорії слово статус відхиляється від розмовного вживання, що означає ранг або престиж, а натомість стосується ряду шарів або категорій, за якими поділяються суспільства, певним чином синонімом «міток» або «ролей». Семантичні відмінності «міток» та «ролей» гомогенізуються у термін «статус», а потім повторно диференціюються шляхом поділу на «приписуваний статус» та «досягнутий статус» відповідно.
У межах психоаналітичного та радикального фемінізму статус набуває додаткового значення як механізм довільної влади; де довільне стосується отримання влади від статусу на відміну від взаємної згоди залучених сторін. Отже, підрив та демонтаж статусу та символів статусу є необхідною умовою звільнення від свавільної влади.

### Соціальний конструктивізм
Соціальний конструктивізм ― це теорія пізнання, яка описує взаємозв'язок між об'єктивністю реальності та здатністю людських почуттів та пізнання. Зокрема, він стверджує, що реальність існує як підсумовування соціальних уявлень та виразів; і що реальність, яка сприймається, є єдиною реальністю, яку варто розглянути. Це супроводжується наслідками того, що будь-яка сприймана реальність є дійсною, що реальність піддається маніпуляціям через контроль над соціальними уявленнями та виразами.
Соціально-конструкціоністський рух виник як щодо критики, так і проти неприйняття об'єктивізму, розробленого російсько-американською письменницею Айн Ренд. Зокрема, у припущенні позитивістської основи знань це означає, що соціальний конструктивізм відкидає уявлення про те, що емпіричні факти можуть бути відомі про реальність. Багато літератури на тему соціального конструктивізму зосереджується на його відносинах у багатьох аспектах до ієрархії та влади. Ця близькість демонструє близьке джерело натхненного марксистського вчення, яке використано у працях Фуко та його працях про дискурс.
Праця психолога Гарвардського університету Стівена Пінкера The Blank Slate демонструє існування соціально побудованих категорій, таких як «гроші, право власності, громадянство, нагороди за хоробрість і президентство США», які «існують лише тому, що люди мовчки погоджуються діяти так, ніби вони існують». Однак вони не є опорою соціального конструктивізму як основної лінзи, через яку можна зрозуміти реальність, а скоріше специфічним контекстом для певних соціальних явищ, натомість автономія та біологічно інформований характер людського існування. Таким чином, Пінкер явно суперечить вченим соціального конструктивізму Маречеку, Кроуфорду і Поппу в «Про побудову статі, гендеру та сексуальності», які заперечують автономію особистості, а також стверджують різновид теорії мислення Tabula rasa, оскільки знання та зміст породжуються виключно як колективне зусилля і що людина не здатна робити це самостійно. Отже, що свідчить про те, що сприйняття створення незалежного значення є ілюзією, створеною шляхом маніпуляцій соціальними уявленнями та виразами.
Alsop, Fitzsimmons & Lennon також зазначають, що конструктивістські розповіді про творення гендеру можна розділити на два основні потоки:
1. Матеріалістичні теорії, які підкреслюють структурні аспекти соціального середовища, відповідальні за збереження певних гендерних ролей;
2. Дискурсивні теорії, які наголошують на створенні через мову та культуру значень, пов’язаних із гендером.

Вони також стверджують, що як матеріалістична, так і дискурсивна теорії соціальної побудови гендеру можуть бути як есенціалістськими, так і ні. Це означає, що деякі з цих теорій передбачають чіткий біологічний розподіл між жінками та чоловіками, розглядаючи соціальне створення мужності та жіночності, тоді як інші заперечують припущення про біологічний поділ між статями як незалежний від соціальної конструкції.

### Гендер
Гендер використовується як засіб опису відмінності між біологічною статтю та соціалізованими аспектами жіночності та маскулінності. На думку Веста та Циммермана, це не особиста риса, це «нова особливість соціальних ситуацій: і як результат, і обґрунтування різних соціальних домовленостей, і як засіб легітимації одного з найбільш фундаментальних поділів суспільства». :126
Як соціальна конструкція, гендер вважається здобутим статусом феміністичною теорією, як правило (хоча і не виключно) таким, який досягається (отримується) в ранньому дитинстві. Ця точка зору підтверджується сучасною конструктивістською перспективою, запропонованою Фенстермейкером та Вестом. Ці «гендерні дії» складають набори поведінки, такі як чоловіча та жіноча, які асоціюються зі статтю і, таким чином, визначають такі поняття, як «чоловік» та «жінка». Отже, стать можна розуміти як зовнішню для особистості, що складається з низки постійних суджень та оцінок іншими.

#### Гендерні ролі
Гендерні ролі є продовженням гендерного статусу, що складається з інших отриманих статусів. Гендерні ролі ― це функціональна позиція в соціальній динаміці, реалізація якої є частиною «дотримання гендерних принципів».
Американська філософиня Джудіт Батлер вбачає різницю між гендерною перформативністю та гендерними ролями, що розмежовує соціальну поведінку людини, яка прагне виразити поведінку, яка формулює власне сприйняття своєї статі та поведінкою, яка створює уявлення про відповідність соціальним гендерним виразам у сукупності. Це не означає, що участь у гендерній перформативності не може відповідати тиску на виконання гендерної ролі, а також те, що виконання гендерної ролі не може задовольнити бажання гендерної перформативності. Відмінність стосується насамперед контексту та мотивації, а не конкретної поведінки та наслідків, які часто тісно пов’язані.
У деяких течіях фемінізму, таких як інтерсекційний фемінізм, гендер є головною, хоча і не єдиною віссю, вздовж якої розглядаються фактори пригнічення, як висловився Берковіц: «Гендерний порядок є ієрархічним, оскільки в цілому чоловіки домінують над жінками; проте численні та суперечливі джерела влади та гноблення переплітаються, і не всі чоловіки домінують над усіма жінками. Інтерсекційність теоретизує, як гендер перетинається з расовою, етнічною приналежністю, соціальним класом, сексуальністю і нацією».
Берковіц також стверджує, що гендер в цілому, особливо гендерні ролі, вносять значний внесок як плодотворний і потужний шлях, завдяки якому маніпуляції соціальними уявленнями проявляють реальність. Зокрема, реальність, коли жінки, як правило, пригнічуються чоловіками в рамках соціальної структури, яка встановлює ролі для жінок, які мають явно меншу здатність накопичувати та здійснювати довільну (похідну від статусу) владу. Систему, яка виявляє та здійснює цю владу, зазвичай називають патріархатом. Конкретна модель патріархату не робить жодної різниці в розшаруванні чи владі, що походять від компетенції чи престижу.
Антрополог Кетрін Л. Бестеман спостерігає відмінності у гендерних ролях у контексті батьківства сомалійських біженців у Льюістоні, штат Мен; окремі ролі повідомляють про свободу свободи людей на основі їх гендерної агенції, в якій чоловіки, як правило, надають перевагу з точки зору соціальної влади. Дівчата, здавалося, «перебувають під посиленим контролем, щоб поводитись поважно, оскільки батьки намагалися захистити їх від публічної сексуальної культури Америки єдиним способом, який вони знають: достроково укладений шлюб і багато відповідальності за домашні справи». Хлопчики отримували менше обов’язків і більше свободи. Різниця між обов'язками хлопчиків і дівчаток визначає розуміння дітьми біженців того, що означає належати до певної статі в Америці. Бестман зауважила, що контраст є наслідком відсутності традиційних чоловічих справ в Америці порівняно з Сомалі, таких як фермерські роботи, тоді як традиційні жіночі справи збереглися.

#### Гендерна ідентичність
Гендерна ідентичність ― це поняття, яке стосується внутрішнього відчуття власної статі в індивідуальному масштабі. Термін за своєю суттю не відповідає визначенню того, що означає чи не становить гендерну ідентичність. В першу чергу, оскільки його актуалізація повністю інтерналізована, вона перешкоджає зовнішній параметризації або комунікації. У роботі «Соціальна когнітивна теорія гендерного розвитку та диференціації» докторів психології Кей Бассі та Алеберта Бандури, опублікованій у «Психологічному огляді» та цитованій приблизно 2817 разів, вчені розглядають різноманітні пояснення способів і механізмів, що сприяють становленню гендерної ідентичності в дитинстві. Перша з них ― психоаналітична теорія, яка стверджує:
Вважається, що спочатку і хлопчики, і дівчатка ототожнюються зі своїми матерями. Однак у віці від 3 до 5 років це змінюється, і діти ототожнюються з одностатевими батьками. Ідентифікація з одностатевим батьком передбачена для вирішення конфлікту, який переживають діти в результаті еротичної прихильності до батьків протилежної статі та ревнощів до одностатевих батьків. Ця прихильність викликає у дітей сильне занепокоєння, оскільки вони бояться помсти з боку одностатевих батьків.
Принциповим твердженням є те, що гендерна диференціація у дітей мотивована сексуальним потягом до батьків, а також негативними емоціями, страхом і тривогою щодо погроз або помсти з боку одностатевих батьків. Це вони описують як результат «кастраційних хвилювань хлопців», також «[дівчата стикаються] з невдоволенням через те, що вони позбавлені пеніса, відчувають неповноцінність і бояться помсти матері за їхні задуми щодо батька». Бассі і Бандура не пропонують у своїх дослідженнях жодного вивчення частоти цих страхів чи тривог, а також жодного різнобічного аналізу периферичних факторів цих еротичних чи невротичних почуттів. Крім того, не подано жодного опису методології, за якою Бассі та Бандура отримували будь-які дані від дітей, щоб дійти висновків про те, які саме відчуття переживаються у підлітковому розвитку, а також про те, як діти у віці 5 років могли сформулювати свої почуття, коли їх «позбавляють пеніса». Крім того, не передбачено жодного аналізу чи методу, що пояснюють, як будь-яка з цієї інформації може бути зібрана при тестуванні теорії, а також як дані можуть бути зібрані, щоб забезпечити клінічну модель розвитку дитинства.
Вони продовжують когнітивно-розвивальний аналіз своїх висновків, припускаючи, що «діти розвивають стереотипні концепції ґендеру на основі того, що вони бачать і чують навколо себе». Їхні роботи стверджують, що після того, як діти розвивають цю концепцію, вони також розвивають «гендерну сталість ― віру в те, що їх власна стать є фіксованою і незворотною». Тоді діти діють так, щоб виконати цей задум, оскільки когнітивна послідовність радує. Ця модель не враховує плинність статі, яку стверджують такі вчені, як американська психологиня Ліза М. Даймонд, яка пояснює, що це не стабільна, фіксована риса ― скоріше, вона побудована соціально і може з часом змінюватися для окремої людини. Ця модель безпосередньо суперечить як поняттю гендерної ідентичності як індивідуальної, так і внутрішньої, пояснюючи її джерело як соціальну поведінку та прояв як бажання конгруентності з отриманим поняттям статі.
Інші запропоновані моделі включають модель теорії гендерних схем, яка передбачає, що розвиток гендерної ідентичності є процесом самоідентифікації, який повинен передувати здатності «дітей позначати себе та інших як чоловіків чи жінок». Бассі та Альбурта відзначають його схожість із когнітивно-розвитковим аналізом, але не уточнюють, як ці подібності проявляються. Однак вони відрізняються тим, що теорія гендерної схеми пропонує розвиток гендеру як інструмент для розвитку дітей для кращої класифікації та визначення соціальної поведінки навколо них, а також сприяє розробці зростаючої та розширюваної моделі. Крім того, когнітивно-розвитковий аналіз стверджує, що у дитини, що розвивається, поняття статі незмінне після встановлення, однак теорія гендерної схеми не вимагає цього припущення, натомість залишаючи можливість, що дитина, що розвивається, може вдосконалити та скоротити свою гендерну диференціацію відповідно до досвіду і створювати більш тонку та індивідуальну модель, ніж це могло бути спочатку отримано під час раннього та неконтекстуального досвіду підлітковості.

#### Сексуальність/сексуальна орієнтація
В останні роки в початкових школах США почали випускати книги з розділами, до яких входять одностатеві сім'ї, гомосексуальні зразки для наслідування, або (у меншій кількості) підліток, який виявляє та приймає власну сексуальність/сексуальну орієнтацію. Герман-Вілмарт і Раяан характеризують цей стиль подання як «гомонормативний».
Даймонд та Баттерворт стверджують, що гендерна ідентичність та сексуальна ідентичність є мінливими і не завжди підпадають під дві есенціалістські категорії (чоловік чи жінка та гей чи гетеро); вони дійшли такого висновку шляхом опитування жінок, які потрапляють до групи сексуальних меншин протягом останніх десяти років.
Сприйняття сексуальності оточенням є продовженням сприйняття людьми своєї статі. Гетеросексуальність передбачається для тих осіб, які поводяться належним чином маскулінно або жіночною. Якщо хтось хоче, щоб її сприймали як лесбійку, її слід спочатку сприйняти як жінку; якщо хтось хоче бачити себе геєм, його треба розглядати як чоловіка. :145

## Вираження
Ідея гендерної перформативності стосується того, що з моменту зачаття, ким люди є і ким стануть, визначено наперед. Діти в дуже юному віці дізнаються, що означає бути хлопчиком чи дівчинкою в суспільстві. Їм дають чоловічі або жіночі імена за статтю, обирають кольори, які вважаються доречними лише тоді, коли їх використовує певна стать, і дають іграшки, які допоможуть їм визнати належне місце в суспільстві. За словами Барбари Керр та Карен Малтон, багато батьків будуть спантеличені, коли дізнаються про «схильність маленьких дітей думати, що саме їх одяг або іграшки роблять їх хлопчиками чи дівчатками». Батьки доходять до того, що асоціюють свою доньку з рожевим кольором, оскільки він є жіночим, або блакитним для їхнього сина, оскільки він є чоловічим. Обговорюючи ці питання, Пенелопа Еккерт у тексті «Мова та стать» пише: «Перше, що люди хочуть знати про дитину, це її стать». Таким чином, це підсилює важливість та акцент, який суспільство робить не лише на стать, а й на способи вказувати на свою стать. Експертка стверджує, що визначення статі при народженні також має життєво важливе значення для того, як людина представляє себе в суспільстві в старшому віці, оскільки «визначення статі створює основу для гендерного процесу протягом усього життя». Підліткові роки ― це час, коли відбувається соціалізація, а також час, коли людина представляє себе в суспільстві. Часто це час, коли здатність людей опановувати своє гендерне вираження позначає їх як успішних чи неуспішних. Одним із джерел, що демонструє, наскільки успішно виконується вираження, є журнали, зокрема журнали, орієнтовані на молодих дівчат. :275 Це не лише підкреслює той факт, що гендер ― це те, що нас навчають і постійно формують очікування суспільства, але також вказує на один із способів, яким люди підсвідомо навчаються бути ідеальними учасниками гендерної гри. Ідея про те, що гендер постійно формується завдяки очікуванням, актуальна в Інтернет-спільноті. Підлітки часто стикаються з ситуаціями в реальному житті та в Інтернеті, які змушують їх ставити під сумнів себе, стикаючись із суспільством, зокрема гендерні показники.

### Зображення тіла
Існує багато факторів, які впливають на образ тіла, «включаючи стать, ЗМІ, стосунки батьків та статеве дозрівання, а також вагу тіла та популярність». Перехресність цих факторів викликає індивідуальний досвід підлітків. Зі зміною їх організму змінюється і середовище, в якому вони живуть. Образ тіла тісно пов'язаний з психологічним самопочуттям підлітка і може викликати шкідливі наслідки, коли дитина відчуває невдоволення своїм тілом. У статті «Образ тіла та психологічне самопочуття підлітків: взаємозв’язок між статтю та типом школи» Гелен Вінфілд пояснює, що досвід підлітка у середній школі тісно пов’язаний із сприйнятим ним образом тіла. Вона проаналізувала понад 336 підлітків і виявила, що «оцінки фізичної привабливості та образу тіла залишаються відносно стабільними протягом перших підліткових років, але стають все більш негативними у віці 15–18 років через зміни, пов'язані зі статевим дозріванням». Ця зміна у старші шкільні роки може спричинити серйозні психологічні проблеми, що можуть проявлятися у харчових розладах, що спричиняють серйозні проблеми на все життя. Завдяки цим висновкам показано, що ці проблеми із зображенням тіла особливо поширені серед дівчаток, але з настанням статевого дозрівання у хлопчиків очікування зростання м’язової маси також змінюються. Джеффрі Х. Кохан, Гаррісон Г. Пауп-молодший у статті «Образ тіла у хлопчиків: огляд літератури» стверджують, що «дівчата зазвичай хотіли бути худшими, хлопчики ― більшими». Ця статистика показує, що гендерні відмінності в образі тіла викликають різні ідеали краси.

### ЗМІ
На соціальне творення гендеру (особливо для молодшої аудиторії) також впливають медіа. У 2018 році приблизно 42% підлітків відчувають тривогу, коли їх немає біля телефонів. Зростає кількість підлітків, які щодня витрачають на ЗМІ в середньому 6,5 годин. Ці дані відображають, наскільки особистість підлітка залежить від медіа. ЗМІ, що впливають на ґендерну структуру, можна побачити в рекламі, соціальних мережах, журналах, телебаченні та музичних кліпах.
Ці платформи можуть впливати на те, як розвивається людина, сприймає себе та оточення. ЗМІ часто зображають чоловіків і жінок у гендерно-стереотипному ключі, транслюючи їх «ідеальний образ» для суспільства. Ці образи часто виступають як надмірні очікування для багатьох підлітків, що розвиваються.
Чоловіків зазвичай зображують наполегливими та сильними. Зокрема, на телебаченні чоловіків зазвичай показують як неемоційних і відсторонених. Жінок часто зображують як співчутливих, турботливих та покірних. Гендерні ролі, як правило, більше закріплюються за жінками в ЗМІ, ніж за чоловіками. Жінки зазвичай представлені як основа домогосподарства, доглядальниці, а часто навіть як матері, що залишаються вдома. Жінкам часто надають слабкі, залежні та пасивні особистості. Чоловікам заборонено бути турботливими, а жінкам ― сильним і вимогливим. Ці гендерні впливи з медіа можуть вводити в оману зростаючу дитину чи підлітка, тому що, поки вони все ще намагаються конструювати свою ідентичність у соціальному середовищі, вони оточені упередженнями.

## Соціальні зміни
Протягом історії жінки боролися за свої права. Перша хвиля фемінізму, яка почалася в 1854 році, була боротьбою за права жінок на освіту і за виборчі права. Фемінізм другої хвилі та фемінізм третьої хвилі сприяли феміністській справі. Феміністичний рух мав на меті не тільки боротьбу за права жінок, а й здобуття визнання та поваги від широкої громадськості, визнаючи той факт, що жінки не поступаються чоловікам і заслуговують на рівне ставлення та справедливі можливості. Фемінізм почав заперечувати ідею, що місце жінки обмежене побутовою та приватною сферами. З плином часу ставлення чоловіків і жінок до гендерних ролей ставало все більш лібералізованим. Чоловіки та жінки домовляються про більш егалітарний розподіл відповідальності в сімейній сфері. Вони погоджуються, що жінки повинні і можуть мати роль у публічній сфері, особливо на керівних посадах, і що чоловіки можуть брати участь у приватній та побуті.

## Критика та можливість «скасувати» гендер
Більшість досліджень, які спираються на соціальний конструктивізм, досліджують способи побудови гендеру, демонструючи, як ці конструкції підтримують гендер як конструкт та гендерну нерівність.
Однак, оскільки гендер сконструйований, його також можна «скасувати» або деконструювати. Вивчення інтерактивного рівня може вийти за рамки простого документування існування нерівності, щоб дослідити: (1) коли і як соціальні взаємодії стають менш гендерними, а не просто різними, (2) умови, за яких гендер не має значення у соціальних взаємодіях, ( 3) чи всі гендерні взаємодії посилюють нерівність, (4) як структурний (інституційний) та інтерактивний рівні можуть працювати разом, щоб викликати зміни, і (5) взаємодія як місце змін.
Теорії, які передбачають, що гендерна поведінка повністю або здебільшого обумовлена соціальними умовами та культурою, представляють позицію «природа проти виховання». Наукові дослідження, однак, свідчать про те, що екстремальні позиції щодо дискусії про природу та виховання не здатні пояснити наявні дані.